# Attilio Maiocchi
Attilio Maiocchi (Lodi, 1900 – Lodi, 1968) è stato un pittore italiano.

## Biografia
Nel 1919 entrò all'Accademia di Belle Arti di Brera dove ebbe come maestri Camillo Rapetti, Vespasiano Bignami, Giuseppe Mentessi e Antonio Ambrogio Alciati. Ha realizzato un gran numero di opere (molti i ritratti), partecipando a diverse mostre ed esposizioni.
Attilio Maiocchi fu inoltre docente di pittura e disegno: dal 1929 al Collegio delle Dame Inglesi di Lodi, dal 1932 all'Istituto Statale “Agostino Bassi” (sempre a Lodi), e successivamente all'Istituto Lodigiano Scuole Professionali.
Nel 1927 l'opera Testa di vecchio gli valse un premio dal Ministero della Pubblica Istruzione.
Un suo ritratto di Mons. Pietro Calchi Novati è conservato nel Seminario Vescovile di Lodi. Altri ritratti sono presso la galleria dei benefattori dell'Ospedale Maggiore della stessa città.